# Brit Awards de 1999
O Brit Awards de 1999, oferecido pela British Phonographic Industry (BPI), foi realizado em 16 de fevereiro de 1999 ,na London Arena, em Londres, Inglaterra.

## Apresentações
| Artista(s)                                          | Canção(ões)                                                                             | Apresentado(s) por |
| --------------------------------------------------- | --------------------------------------------------------------------------------------- | ------------------ |
| Boyzone Barry McGuigan Chris Eubank Nigel Benn      | "When the Going Gets Tough"                                                             | Johnny Vaughan     |
| Cleopatra B*Witched Steps Billie Piper Tina Cousins | Tributo a ABBA: "Take a Chance on Me" Dancing Queen" Mamma Mia" Thank You for the Music | Johnny Vaughan     |
| The Corrs                                           | "Runaway" "Haste To The Wedding"                                                        | Johnny Vaughan     |
| Whitney Houston                                     | "It's Not Right but It's Okay"                                                          | Johnny Vaughan     |
| Placebo David Bowie                                 | "20th Century Boy"                                                                      | Johnny Vaughan     |
| Manic Street Preachers                              | "You Stole the Sun from My Heart"                                                       | Johnny Vaughan     |
| Cher                                                | "Believe"                                                                               | Johnny Vaughan     |
| Eurythmics Stevie Wonder                            | "Sweet Dreams (Are Made of This)" "Here Comes the Rain Again" "There Must Be An Angel"  | Johnny Vaughan     |

## Vencedores e indicados
| Melhor Álbum Britânico (apresentado por Mariella Frostrup e Prince Naseem) | Melhor Single Britânico (apresentado por Sheryl Crow e Meat Loaf) |
| --- | --- |
| - Manic Street Preachers – This Is My Truth Tell Me Yours - Catatonia – International Velvet - Gomez – Bring It On - Massive Attack – Mezzanine - Robbie Williams – I've Been Expecting You | - Robbie Williams – "Angels" - Fatboy Slim – "The Rockafeller Skank" - Robbie Williams – "Millennium" - Massive Attack – "Teardrop" - George Michael – "Outside" - Beautiful South – "Perfect 10" - Catatonia – "Road Rage" - Des'ree – "Life" - Manic Street Preachers – "If You Tolerate This Your Children Will Be Next" - Cornershop – "Brimful of Asha" |
| Melhor Vídeo Britânico (apresentado por Helen Baxendale e John Thomson) | Melhor Grupo Britânico (apresentado por Lee Evans e Kylie Minogue) |
| - Robbie Williams – "Millennium" - Jamiroquai – "Deeper Underground" - Robbie Williams – "Let Me Entertain You" - Placebo – "Pure Morning" - All Saints – "Under the Bridge" - Radiohead – "No Surprises" - Massive Attack – "Teardrop" - Melanie B com part. de Missy Elliott) – "I Want You Back" - Cornershop – "Brimful of Asha" - George Michael – "Outside" | - Manic Street Preachers - Beautiful South - Gomez - Catatonia - Massive Attack |
| Melhor Cantor Britânico (apresentado por Jools Holland e Ian Dury) | Melhor Cantora Britânica (apresentado por Kulvinder Ghir e Meera Syal) |
| - Robbie Williams - Lynden David Hall - Bernard Butler - Ian Brown - Fatboy Slim | - Des'ree - Billie Myers - Hinda Hicks - PJ Harvey - Billie Piper |
| Melhor Revelação Britânica (apresentado por Huey Morgan e Zoe Ball) | Melhor Artista Britânico de Dance (apresentado por Boy George e Sharleen Spiteri) |
| - Belle & Sebastian - Five - Gomez - Another Level - Billie Piper - Cornershop - Propellerheads - Cleopatra - Hinda Hicks - Steps | - Fatboy Slim - All Saints - Faithless - Jamiroquai - Massive Attack |
| Cantor Internacional (apresentado por Ladysmith Black Mambazo) | Cantora Internacional (apresentado por Linor Abargil e Ian Wright) |
| - Beck - Eagle Eye Cherry - Pras - Neil Finn - Will Smith | - Natalie Imbruglia - Sheryl Crow - Lauryn Hill - Madonna - Alanis Morissette |
| Melhor Grupo Internacional (apresentado por Björn Ulvaeus) | Melhor Revelação Internacional (apresentado por All Saints) |
| - The Corrs - Air - Beastie Boys - Fun Lovin' Criminals - R.E.M. | - Natalie Imbruglia - B*Witched - Air - Eagle Eye Cherry - Savage Garden |
| Melhor Trilha Sonora (apresentado por Mark Morrison) | Prêmio Freddie Mercury (apresentado por Johnny Vaughan)}} |
| - Titanic - Jackie Brown - Lock, Stock and Two Smoking Barrels - The Wedding Singer - Boogie Nights | Jubilee 2000 Coalition |
| Contribuição Excepcional para a Música (apresentado por Tony Blair) | |
| Eurythmics | |

Notas
1. ↑  Como seus persinagens Smita Smitten e Chunky Lafunga.
2. ↑  Recebido por Bono Vox.

## Momentos notáveis

### Belle & Sebastian (1999)
Em 1999, a banda indie Belle & Sebastian foi indicada para Melhor Revelação Britânica, apesar de ter lançado três álbuns antes de 1999. O prêmio foi patrocinado pela Radio One e votado online por seus ouvintes.  Na época, Step era indiscutivelmente a maior banda de boy/girl pop da Grã-Bretanha e também foi indicado. Apesar disso, o prêmio foi ganho por Belle & Sebastian. No sábado após a premiação, uma reportagem apareceu na imprensa alegando que o grupo manipulou a votação a seu favor, encorajando estudantes de duas universidades a votarem online. No entanto, os fãs argumentaram que a banda tinha um público predominantemente grande depois, que o membro da banda Isobel Campbell tinha frequentado uma das universidades em questão e, em particular, o prêmio deveria ser dado em mérito artístico em oposição à popularidade ou vendas de CD.